# Фіакр (святий)

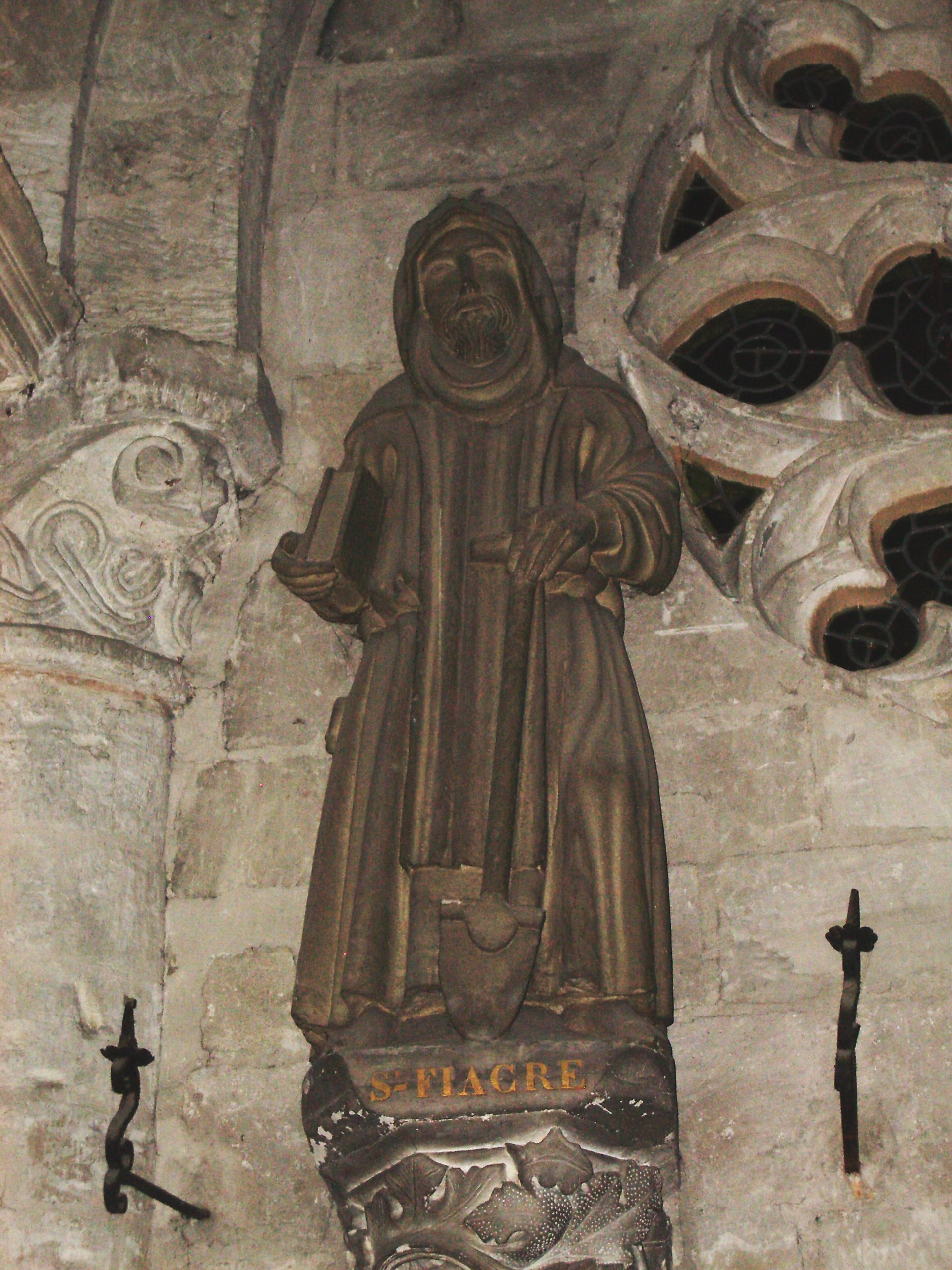
Святий Фіакр, статуя 15 століття

Фіакр (англ. Fiacre, Fiachrach; приблизно 600—670 роки) — святий відлюдник.
Походив зі знатної ірландської сім'ї. Залишивши Ірландію, Фіакр попросив у єпископа французького міста Mo (Meaux), св. Фарона, шматок землі в лісі. Фарон погодився з поваги до св. Колумбана, співвітчизника Фіакра. На даній йому землі Фіакр збудував монастир. У цей монастир суворо забороняється входити жінкам. Для пояснення такої заборони створилася наступна легенда: Фіакр ніби-то попросив у Фарона стільки землі, скільки може охопити борозна, проорана ним за один день одними руками. Коли Фарон погодився, Фіакр вибрав собі місце, а потім пішов, тягнучи за собою свою палицю. Тут сталося диво: земля під палицею розверзлася, і утворилася борозна. Одна жінка, побачивши це, побігла до єпископа Фарона і звинуватила Фіакра в чаклунстві. Тоді Фіакр прокляв жінок за їх легковажність і заборонив їм бути в його монастирі. Правило це суворо виконувалося, а в 1641 р. Анна Австрійська, яка приписувала заступництву Фіакра одужання Людовика XIII та народження майбутнього Людовика XIV, не посміла ввійти в монастир, коли дякувала святому. З IX ст. мощам Фіакра стали приписувати чудотворну силу, і до його раки стали сходитися безліч пілігрімів для зцілення від різних хвороб. Для зцілення вважалося достатнім доторкнутися до руки Фіакра. У XVI столітті. його мощі були перевезені в Mo, a згодом були поділені між декількома церквами.
Пам'ять його відзначається 30 серпня.